# Oskar Arke
Oskar Arke (* 7. März 1854 in Berlin; † 17. August 1926) war ein deutscher Keramiker und Pionier der elektrotechnischen Porzellanindustrie.
Arke arbeitete lange in der Berliner Porzellanfabrik H. Schomburg & Söhne, wo er sich vor allem brenntechnischen Fragen widmete und durch Verbesserung der Ofenführung außerordentliche Fortschritte erzielte.
1892 wurde er an die Spitze der Porzellanfabrik Hermsdorf berufen, um die Fabrikation von Elektroporzellan einzuführen. Bei der Entwicklung der Delta-Glocke stand er in Verbindung mit Robert Friese. Ab 1904 leitete er Planung und Aufbau der Porzellanfabrik Freiberg. Am 1910 gegründeten Syndikat der Vereinigten Porzellan-Isolatoren-Werke war Arke entscheidend beteiligt. Nach seinem Ausscheiden im Jahr 1912 und Umzug nach Berlin-Zehlendorf blieb er noch wissenschaftlicher Beirat des Aufsichtsrates.